# 扬·珀温
扬·珀温（羅馬尼亞語：Ion Păun，1951年2月17日—），罗马尼亚男子摔跤运动员。他曾代表罗马尼亚参加世界摔跤锦标赛，获得一枚铜牌。他也曾参加1972年、1976年和1980年夏季奥林匹克运动会。